# 王鳳靈
王鳳靈（1497年—？），字應時，號筆峯，福建興化府莆田縣人，竈籍，明朝政治人物。

## 生平
先世王發從舅氏姓吳。正德十一年（1516年）與兄吳鳳儀同中丙子科福建鄉試，列第八十四名舉人，十二年（1517年）聯捷丁丑科會試第五十一名，二甲第九十六名進士。都察院觀政，授刑部主事，恢復王姓。歷升員外郎、郎中，年未三十，出為湖廣襄陽府知府，以母喪歸。嘉靖九年（1530年）服闕，起為淮安府知府，在淮五年，十三年（1534年）七月擢陝西提學副使，未抵陝，十四年（1535年）正月考察降用。起補山東副使、兵備霸州，升廣西參政，未赴，以考察罷歸。

## 家族
曾祖王文傑；祖父王止敬，贈太常寺博士；父王玉和，嫡母林氏；生母戴氏。慈侍下。兄王鳳翔、王鳳澤、王鳳儀（貢士、亳州學正）、王佐、王伍、王儼。伯父王玉榮，成化壬辰進士，官御史。